# Bolmån
Der Bolmån ist ein Fluss in Småland. 
Er ist der Ablauf des Sees Bolmen und ist der größte Zufluss des Flusses Lagan. 
Die Länge samt den Zuflüssen beträgt über 150 km. 
Die mittlere Durchflussmenge beträgt an der Mündung 21 m³/s. 
Der Oberlauf des Bolmåns, bevor er in den Bolmen mündet, heißt Storån und an der Quelle Österån.